# Лисенко, Андрей Онисимович
Лисенко Андрей Онисимович (укр. Лісенко Андрій Онисимович; 30 ноября 1907, Херсон — 22 августа 1970, Одесса) — главный архитектор г. Одессы (1945—1946 гг.), член Союза Советских архитекторов с 1933 года.

## Род Лисенко
Происходит из династии Лисенко, известной с начала XVII столетия.
В «Энциклопедическом лексиконе» (том 11, ВЛА-ВОН., Санкт-Петербург, 1858, стр. 115) указан Яков Лисенко, живший в первой половине XVII века и участвовавшего в войне 1648—1654 гг, как на первого представителя рода Лисенко.
Его сын, Иван Яковлевич Лисенко (род. до 1633 — умер 25.11.1699) полковник, генеральный есаул, наказной гетман, получил дворянские и имущественные права Универсалом гетмана Д. Многогрешного в 1671 году.
Сохранилась запись на печати Переяславского полковника Ивана Яковлевича Лисенко, 1691 г., в щите: опрокинутый лук, натянутый стрелою. Вокруг щита буквы: І.Л. И. В. И. Ц. П. В. З. П., то есть «Иван Лисенко, полковник войска их царского пресветлого величества Запорожского Переяславский» (Малороссийский гербовник, 1914 г., С.-Петербург, Издание Черниговского дворянства, стр. 96).
Род Лисенко упоминается в Малороссийском родословнике, (том третий. Л.-О. С 40 портретами. Киев, 1912, Стр. 127—147), а также «Енциклопедії українознавства. Словникова частина (ЕУ-II)». — Париж, Нью-Йорк, 1962. — Т. 4. — С. 1289—1306

## Юные годы
Андрей Онисимович Лисенко родился 30 ноября 1907 г. в г. Херсоне в семье Лисенко Онисима Фомича и Жуковой Елизаветы Тихоновны. Онисим Фомич, служил до революции секретарем Херсонского уездного воинского присутствия (Упоминается в Памятной книге Херсонской губернии 1910 г., в разделе «Канцелярия губернатора»).
Учился Андрей Онисимович до революции в Реальном училище (до 4 кл.). В 1923 г. закончил трудшколу и в 1925 г. профшколу в Херсоне, был командирован на землеустроительные курсы в Одессу, которые закончил в 1926 г.. после окончания работал в Херсонском Окрземотделе в должности техника-землеустроителя III-го, а затем II-го разряда до 1929 г. В 1929 г. поступил по конкурсу на архитектурный факультет Одесского института инженеров гражданского и коммунального строительства. Выполнив за 2 года по специальным дисциплинам программу трех курсов, перевелся в 1931 г. на архитектурный факультет Всероссийской академии художеств в г. Ленинград, где создал проект Театра Зрелищ, получивший серебряную медаль конкурса в Монтевидео, в основу которого были положены архитектурные идеи начала 20-го века: демократизация зрелищ, царство разума, Город Солнца.
В связи со слиянием архитектурных факультетов академии и института гражданских инженеров закончил Ленинградский институт инженеров коммунального строительства в 1934 г. с защитой дипломного проекта. По совместительству с учебой работал в ряде проектных организаций архитектором (1932 г. — Гипролеспром НКТП, 1933—1934 гг. — Гостаджпроектбригада).
В 1933 г., в возрасте 26 лет, Андрей Онисимович был принят в члены Союза Советских архитекторов.
24.12.1935 г. женился на Черняковой Тамаре Александровне (25.10.1910 — 27.04.1975), которая стала истинной музой Андрея Онисимовича, его душевным талисманом. Тамара Александровна получила три высших образования, в том числе училась на вокальном факультете в Петроградской консерватории. После окончания факультета иностранных языков Одесского государственного университета более 20 лет преподавала английский язык в Высшем мореходном училище г. Одессы.
В 1937 г. у них родился сын — Лисенко Вадим Андреевич.
В 1934—1937 гг. Андрей Онисимович работал старшим архитектором Горстройпроекта Наркомата тяжелой промышленности,
В 1937—1938 гг. — руководителем архитектурно строительного отдела Ленгоспроектстроя (5-й проектный институт Наркомата оборонной промышленности).
Основные здания и сооружения, построенные по проектам Лисенко А. О., выполненным за время работы в Ленинграде с 1934 по 1938 г.г.:
- 1934 г., г. Сталинабад: фасады Театра /вместе с акад. Дитрих/,
- 1935-36 г.г., г. Магнитогорск: реконструкция Цирка,
- 1935 г., г. Магнитогорск: детские сады: на 140 мест; 40 мест; 50 мест, 78-квартирный жилой дом,
- 1935—1936 г.г., г. Ленинград, павильоны для центра города /Ленпищестрой/,
- 1935—1937 г.г., г. Вязьма: жилой массив для Льнокомбината /30 объектов/,
- 1936 г., г. Магнитогорск: столовая, школа на 400 мест,
- 1936 г. г. Ленинград, интерьеры ресторана на Лиговском проспекте,
- 1936—1937 г.г. кафе — кондитерская в г. Гатчине,
- 1937 г., г. Чимкент: генплан жилого массива,
- 1937—1938 г.г., г. Ленинград /ЛО Горстройпроект, НКОП/: заводы спецназначения Наркомата оборонной промышленности /производственные объекты, жилые комплексы/,
- 1938 г., г. Магнитогорск, технический проект планировки IV квартала и XIII квартала
- 1938 г., г. Копейск /Урал/: 8-этажный жилой дом на 112 квартир — I премия на Всесоюзном конкурсе /«Ленгорпроект»/,

В конце 1938 г. Андрей Онисимович по трудовому договору выехал на работу в Магадан (Главное управление строительства Дальнего Севера НКВД СССР (Дальстрой СССР).
В Магадане Андрей Онисимович работал с ноября 1938 г. сначала старшим архитектором, в марте 1939 г. был зачислен на должность старшего архитектора архитектурно-строительного отделения в Проектный отдел ГУС ДС НКВД СССР, а в мае 1939 г. переведен старшим архитектором-бригадиром. С января 1940 г. по декабрь 1940 г. в связи с организацией проектной группы при Горкоммунотделе был откомандирован в ГУС ДС для работы в ГКО инженером конторы ГКО, старшим архитектором Проектной конторы Горкоммунотдела, В январе 1941 г. был командирован в распоряжение ОК ГУС ДС с направлением в Колымпромпроект старшим архитектором-бригадиром архитектурно-конструкторского отдела. В 1941 июле 1941 г. был принят в ОКС г/т «Колымснаб» на должность старшего инженера проектно-сметной группы и в декабре 1942 г. уволен из Дальстроя в связи с окончанием срока найма.
За время работы (1939—1942 г.г.) в г. Магадане /Дальстрой НКВД/: Андреем Онисимовичем были выполнены (а затем построены): проект планировки города, проект планировки и благоустройства морского порта в бухте Нагаева, коттеджи для командированных, столовая, баня, управление НКВД, хирургический корпус, гинекологический корпус, гостиница № 1, 80-квартирный жилой дом с кафе, магазином; реконструкция холодильника, 15 тыс.м3; склады Колымснаба, склады косситерита и др., Охотско-Колымский краеведческий музей, Городской театр, Морской вокзал в бухте Ногаево, стадион со зданиями обслуживания;
В сентябре 1942 г. Андрея Онисимовича перевели в Якутск, в Северо-Якутское Речное Пароходство ГУСМП, где он проработал в должности старшего инженера-архитектора проектно-конструкторского бюро ОКС СЯРПа и был уволен в октябре 1944 г. с записью в трудовую книжку: «Уволен согласно постановлению Врачебно-контрольной комиссии».
За время работы с конца 1942 г. по 1944 г. в г. Якутске в «Главсевморпуть» Андреем Онисимовичем были разработаны (и затем построены):
1942 г.: генплан судоремонтного завода, проект дома управления Горрыбтреста, столовой,
1942-43 г.г.: проект жилого комплекса при заводе /проекты зданий и планировка/,
1943-44 г.: проект механического цеха судоремонтного завода.

## Главный архитектор Одессы
В конце 1944 г. Андрей Онисимович Лисенко был вызван в Москву комитетом по делам архитектуры при совете министров СССР и с 08 января 1945 г. решением Одесского горисполкома назначен главным архитектором г. Одессы, куда переехал с семьей. В послевоенные годы под его руководством и непосредственном участии происходило восстановление, реконструкция и реставрация зданий, разрушенных во время Отечественной войны, новая застройка Французского бульвара, Комсомольского бульвара и др.
В 1945-47 г.г. Андрей Онисимович принимал участие в реконструкции «полуциркульных домов» на Приморском бульваре, реконструкции стадиона «Пищевик» /ныне ЧМП/,
С 1945 по 1947 г. Андрей Онисимович (в качестве главного архитектора города) совместно с архитектором Баталовым разработал Генеральный план г. Одессы в трех вариантах, который прошел рассмотрение и утверждение в Академии архитектуры СССР (г. Москва). Но из-за негативного вмешательства ЦК КПУ и Министерства железнодорожного транспорта Украины, реализовать этот план не удалось.
С марта 1947 г. А. О. перешел на работу в Черноморпроект старшим архитектором, где разработал проект 80-квартирного жилого дома и кафе, который был впоследствии реализован.
1947—1948 гг. — старший архитектор-автор Гипрогражданстрой,
1948 г. — главный инженер проекта Военморпроект № 3.
С 1948 г. Андрей Онисимович перешел на преподавательскую работу. Одновременно до апреля 1949 г. работал художественным руководителем старшим мастером декоративно-отделочного цеха в Одесских художественных скульптурных Мастерских Художественного фонда СССР.
Андреем Онисимовичем совместно с архитектором П. Бронниковым был также разработан проект Одесского морвокзала в стиле венецианского ренессанса. Проект участвовал в конкурсе, выиграл Первую премию, однако в жизнь воплощен не был, так как в конце 50-х началась кампания против «излишеств» в архитектуре.
С сентября 1949 г. Андрей Онисимович перешел на работу в Одесский инженерно-строительный институт, где работал в должности старшего преподавателя кафедры «Архитектура», а в сентябре 1951 г. в связи с реорганизацией института был переведен в Институт Инженеров Морского флота в должности старшего преподавателя кафедры графики, черчения и начертательной геометрии гидротехнического института. С сентября 1953 г. был переведен старшим преподавателем кафедры строительных работ и инженерных конструкций.
Андрей Онисимович Лисенко более 20 лет посвятил воспитанию архитекторов и укреплению одесской архитектурной школы. Многие годы, работая в Одесском Инженерно-Строительном Институте и Одесском Институте Инженеров Морского Флота (на гидротехническом факультете), он уделял много внимания воспитанию молодого поколения, укреплению одесской архитектурной школы.
Среди его учеников: арх. Савулькин М. — автор десятков проектов в Одессе, ведущий архитектор Гипрограда; заслуженный архитектор Украины — Гольдвар С. — автор застройки г. Ильичёвска и других объектов; арх. Сержантов С. — долгие годы занимавший должность Одесского областного архитектора, арх. Ексарев А. — профессор архитектуры, многолетний проректор Одесской академии архитектуры и строительства; арх. Лобков А. — доцент ОГАСА, автор книг и учебников по архитектуре, «Справочника архитектора»; арх. Гринберг Е; арх. Донец А.; арх. Катышева В.; арх. Ланда А.; арх. Мельничук С.; арх. Пилипчук Р.; арх. Поверина Л.; арх. Попенко Н.; арх. Шевченко В. и многие др.
В Одессе Андрей Онисимович работал и дружил с архитекторами Каневским, Троупянским, Копыловым, Готгельфом, Бельчиковым, Замечеком, Сильвестровичем.
В 1954-55 г.г., А. О. участвовал в реконструкции дома ОИИМФ /в прошлом — Института благородных девиц/
В 1950-х годах А. О. работал над диссертацией «Русская классическая архитектура г. Одессы», затем «Планировка и застройка г. Одессы (градостроительный анализ)».
Андрей Онисимович не утрачивал своей общественной активности: он работал экспертом Областного и Городского Управления Архитектуры, выступал со статьями в специальной и периодической прессе, на радио, участвовал в архитектурных конкурсах (в частности, в конкурсе памятника Потемкинцам).
А. О. Лисенко разрабатывал учебники и учебные пособия, писал рассказы, стихи, эссе, писал сценарии капустников, рисовал карикатуры; хорошо пел — со своим драматическим баритоном выступал с профессиональными концертмейстерами и певцами во время творческих встреч; был хорошим спортсменом — в молодости боролся в цирке, был гимнастом, играл в футбол, большой теннис; профессионально танцевал.
Умер Андрей Онисимович 22.08.1970 г. в г. Одессе и похоронен на Одесском Втором христианском кладбище, на участке № 66.
Имя архитектора Лисенко А. О. упоминается наряду с такими корифеями отечественной и мировой архитектуры, как: Йоффе Н. И., Фомин И. И., Манизер М. Г., Рубаненко Б. Р. в «Ежегоднике лучших работ в СССР» в 1940 г., справочнике «Кто есть кто в Украине», 1997 г.; Энциклопедии «Одессика» под ред. В.Гридина, «Одесский вестник», Вып. 68., 1998.

## Память
На доме № 9 по переулку Ляпунова, где жил архитектор Лисенко А. О., решением Горисполкома в 1997 г. установлена мемориальная доска: «В этом доме жил с 1945 до 1970 гг. выдающийся украинский зодчий Андрей Онисимович Лисенко».